# پیل ایل آمریکایی
پِیْل اِیلِ آمریکایی (به انگلیسی: American pale ale) یا اِی‌پی‌اِی (به انگلیسی: APA) یک سبک از پیل ایل است که حدود سال ۱۹۸۰ در ایالات متحدهٔ آمریکا توسعه یافته است.
آبجوهای پیل ایل آمریکایی معمولاً حدود ۵٪ الکل حجمی دارند و مقادیر قابل توجهی از رازک‌های آمریکایی، معمولاً کَسکِید، در آن‌ها به کار می‌رود. با اینکه آبجوهای آمریکایی تمایل به استفاده از مخمر تمیزتر و مالت جوی آمریکایی دارند، این رازک‌های آمریکایی هستند که ای‌پی‌ای را از پیل ایل‌های بریتانیایی یا اروپایی متمایز می‌کند. این سبک نزدیک به ایندیا پیل ایل (آی‌پی‌ای) آمریکایی است و مرزهای بین این دو مبهم است، اگرچه آی‌پی‌ای‌ها قوی‌تر و دارای رازک بیشتری هستند. این سبک همچنین به ایل کهربایی نزدیک است، اگرچه آمبرها تیره‌تر و مالت‌دارتر هستند به دلیل استفاده از مالت کریستالی.

## تاریخچه
آنکر لیبرتی ایل، یک ایل با ۶٪ الکل حجمی که در اصل توسط آبجوسازی آنکر به عنوان یک آبجوی ویژه در سال ۱۹۷۵ برای گرامی‌داشت سواری نیمه‌شب پال ریویر در ۱۷۷۵ که آغازگر جنگ انقلاب آمریکا بود، ساخته شد، توسط مایکل جکسون به عنوان اولین آبجوی مدرن آمریکایی شناخته شد. فریتز می‌تگ، مالک آنکر، از کارخانه‌های آبجوسازی بریتانیایی در لندن، یورک‌شر و برتون آپون ترنت بازدید کرد و اطلاعاتی دربارهٔ پیل ایل‌های قوی به دست آورد زمانی که نسخهٔ آمریکایی خود را فقط با استفاده از مالت به جای ترکیب مالت و شکر که در آن زمان رایج بود، ساخت و از رازک آمریکایی کسکید به صورت برجسته استفاده کرد. این آبجو محبوب شد و در سال ۱۹۸۳ به یک آبجوی دائمی تبدیل شد.
جک مک‌اولیف از شرکت آبجوسازی نیو البیون تا سال ۱۹۷۶ آبجوی نیو البیون ایل خود را که از آبجوهایی که در اسکاتلند چشیده بود الهام گرفته بود، می‌ساخت. این آبجو در آن زمان با رازک آمریکایی کسکید پر شده، در بطری دوباره تخمیر می‌شد و رنگی غیر از رنگ کاهی داشت - همهٔ ویژگی‌هایی که سبک آبجوی محبوب آن زمان، یعنی لاگرهای کم‌رنگ، نداشتند. در حالی که شرکت کمتر از ۶ سال با تنها ۷٫۵ بشکه (۲۱۷ گالن آمریکایی) در هفته فعالیت می‌کرد، الهام‌بخش بسیاری از پیشگامان و مقلدان شد.
اولین آبجوسازی که موفق به تجاری‌سازی استفاده از مقادیر قابل توجهی رازک آمریکایی در سبک ای‌پی‌ای شد، شرکت آبجوسازی سیرا نوادا بود، که اولین بستهٔ آزمایشی سیرا نوادا پیل ایل را در نوامبر ۱۹۸۰ تولید کرد، و نسخهٔ نهایی آن را در مارس ۱۹۸۱ توزیع کرد.
پیشگام دیگر در تولید آبجوی پیل ایل آمریکایی پر رازک، برت گرنت از کارخانهٔ آبجوسازی یاکیما بود.